# São José de Ribamar
São José de Ribamar è un comune del Brasile nello Stato del Maranhão, parte della mesoregione del Norte Maranhense e della microregione della Aglomeração Urbana de São Luís.